# Fluídica

Un módulo con dos flujos de entrada en la parte superior, un depósito de salida AND en el medio y un flujo de salida XOR en la parte inferior.

La fluídica, o lógica fluídica, es el uso de un fluido para realizar operaciones analógicas o digitales similares a las realizadas con la  electrónica.
La base física de la fluídica es la neumática y la hidráulica, basándose en los fundamentos teóricos de la fluidodinámica. El término fluídico se utiliza normalmente cuando los dispositivos no tienen partes móviles, por lo que los componentes hidráulicos ordinarios, como los cilindros hidráulicos y las válvulas de carrete, no se consideran ni se denominan dispositivos fluídicos.
Un chorro de líquido puede ser desviado por un chorro más débil que lo golpea lateralmente. Esto proporciona una amplificación no lineal, similar al transistor utilizado en la lógica digital electrónica. Se utiliza principalmente en entornos donde la lógica digital electrónica no sería confiable, como en sistemas expuestos a altos niveles de interferencia electromagnética o radiación ionizante.
La nanotecnología considera la fluídica como uno de sus instrumentos. En este dominio, efectos como las fuerzas de interfaz fluido-sólido y fluido-fluido suelen ser muy significativos. Los fluidos también se han utilizado para aplicaciones militares.

## Historia
En 1920, Nikola Tesla patentó un conducto valvular o válvula de Tesla que funciona como un diodo fluídico. Es un diodo con fugas, es decir, el flujo inverso es distinto de cero para cualquier diferencia de presión aplicada. La válvula Tesla también tiene una respuesta no lineal, ya que su diodicidad depende de la frecuencia. Podría usarse en circuitos de fluidos, como un rectificador de onda completa, para convertir CA en CC. En 1957, Billy M. Horton de los Laboratorios Harry Diamond (que más tarde pasó a formar parte del Laboratorio de Investigación del Ejército) tuvo por primera vez la idea del amplificador de fluidos cuando se dio cuenta de que podía redirigir la dirección de los gases de combustión utilizando un pequeño fuelle. Propuso una teoría sobre la interacción de corrientes, afirmando que se puede lograr amplificación desviando una corriente de fluido con una corriente de fluido diferente. En 1959, Horton y sus asociados, el Dr. R. E. Bowles y Ray Warren, construyeron una familia de amplificadores de vórtice funcionales con jabón, linóleo y madera. Su resultado publicado llamó la atención de varias industrias importantes y generó un gran interés en la aplicación de la fluídica (entonces llamada amplificación de fluidos) a sistemas de control sofisticados, que duró toda la década de 1960. A Horton se le atribuye el desarrollo del primer dispositivo de control de amplificador de fluidos y el lanzamiento del campo de la fluídica. En 1961, Horton, Warren y Bowles estuvieron entre los 27 destinatarios del primer Premio a los logros en investigación y desarrollo del ejército por desarrollar el dispositivo de control del amplificador de fluido.

## Elementos lógicos
Se pueden construir puertas lógicas que utilicen agua en lugar de electricidad para alimentar la función de puerta. Estos dependen de estar colocados en una orientación para funcionar correctamente. Una puerta OR consiste simplemente en dos tuberías que se fusionan, y una puerta NOT (inversor) consiste en "A" que desvía un flujo de suministro para producir Â. Las puertas AND y XOR se muestran en el diagrama. También se podría implementar un inversor con la puerta XOR, ya que A XOR 1 = Â.
Otro tipo de lógica fluídica es la lógica de burbujas. Las puertas lógicas de burbujas conservan el número de bits que entran y salen del dispositivo, porque las burbujas no se producen ni se destruyen en la operación lógica, de forma análoga a las puertas de las computadoras con bolas de billar.

## Componentes

### Amplificadores

Amplificador de fluidos, que muestra el flujo en ambos estados, de.

En un amplificador fluídico, un suministro de fluido, que puede ser aire, agua o fluido oleohidráulico, ingresa por la parte inferior. La presión aplicada a los puertos de control C1 o C2  desvía la corriente, de modo que sale por cualquiera de los puertos O1 o O2. La corriente que ingresa a los puertos de control puede ser mucho más débil que la corriente que se desvía, por lo que el dispositivo tiene ganancia.
Este dispositivo básico se puede utilizar para construir otros elementos lógicos fluídicos, así como osciladores fluídicos que se pueden utilizar de forma análoga a los biestables. De este modo se pueden construir sistemas simples de lógica digital.
Los amplificadores fluídicos suelen tener anchos de banda en el rango bajo de kilohercios, por lo que los sistemas construidos a partir de ellos son bastante lentos en comparación con los dispositivos electrónicos.

### Triodos
Se ha inventado el triodo fluídico, un dispositivo de amplificación que utiliza un fluido para transmitir la señal eléctrica, al igual que los diodos fluidos, un oscilador fluido y una variedad de "circuitos" hidráulicos, incluido uno que no tiene contraparte electrónica.

## Usos
La computadora MONIAC construida en 1949 era una computadora analógica basada en fluidos utilizada para enseñar principios económicos, ya que podía recrear simulaciones complejas que las computadoras digitales no podían en ese momento. De doce a catorce fueron construidos y adquiridos por empresas y establecimientos docentes.
La computadora FLODAC se construyó en 1964 como una prueba de concepto de computadora digital basada en fluidos.
Los componentes fluídicos aparecen en algunos sistemas hidráulicos y neumáticos, incluidas algunas transmisiones automáticas de automóviles. A medida que la lógica digital electrónica se ha vuelto más aceptada en el control industrial, el papel de los fluidos en el control industrial ha disminuido.
En el mercado de consumo, los productos controlados por fluidos están aumentando tanto en popularidad como en presencia, instalados en artículos que van desde pistolas rociadoras de juguete hasta cabezales de ducha y chorros de jacuzzi; todos proporcionan corrientes de aire o agua oscilantes o pulsantes. También se han investigado textiles con lógica para aplicaciones en tecnología vestible.
La lógica de fluidos se puede utilizar para crear una válvula sin partes móviles, como en algunas máquinas de anestesia.
Se utilizaron osciladores de fluidos en el diseño de ventiladores de emergencia imprimibles en 3D y activados por presión para la pandemia de COVID-19.
Los amplificadores de fluidos se utilizan para generar ultrasonido para pruebas no destructivas al cambiar rápidamente el aire presurizado de una salida a otra.
Se está investigando la inyección de fluidos para su uso en aeronaves para controlar la dirección, de dos formas: control de circulación y vectorización de empuje. En ambos, las piezas mecánicas más grandes y complejas se reemplazan por sistemas fluídicos, en los que las fuerzas más grandes en los fluidos se desvían mediante chorros o flujos de fluido más pequeños de manera intermitente, para cambiar la dirección de los vehículos. En el control de circulación, cerca de los bordes de salida de las alas, los AFCS, como alerones, timones de profundidad, elevones, flaps y flaperones, se reemplazan por aberturas, generalmente filas de agujeros o ranuras alargadas, que emiten flujos de fluido. En el empuje vectorial, en las toberas de los motores de reacción, las piezas giratorias se sustituyen por aberturas que inyectan flujos de fluido en los chorros. Estos sistemas desvían el empuje mediante efectos de fluidos. Las pruebas muestran que el aire introducido en la corriente de escape de un motor a reacción puede desviar el empuje hasta 15 grados. En tales usos, los fluidos son deseables para reducir: masa, costo (hasta un 50% menos), resistencia (hasta un 15% menos durante el uso), inercia (para una respuesta de control más rápida y fuerte), complejidad (mecánicamente más simple, menos o ningún partes o superficies móviles, menos mantenimiento) y sección radar equivalente para sigilo. Es probable que esto se utilice en muchos vehículos aéreos no tripulados (UAV), aviones de caza de sexta generación y barcos.
En 2023, se sabe que al menos dos países estarán investigando el control de fluidos. En Gran Bretaña, BAE Systems ha probado dos aviones no tripulados controlados por fluidos, uno a partir de 2010 llamado Demon y otro a partir de 2017 llamado MAGMA, con la Universidad de Mánchester.  En Estados Unidos, el programa de la Agencia de Proyectos de Investigación Avanzada de Defensa (DARPA) denominado Control de Aeronaves Revolucionarias con Nuevos Efectores (CRANE) busca "... diseñar, construir y probar en vuelo un novedoso avión X que incorpore control de flujo activo (AFC) como consideración principal de diseño... En 2023, el avión recibió su designación oficial como X-65. En el invierno de 2024, comenzó la construcción en la filial de Boeing, Aurora Flight Sciences. En el verano de 2025 comenzarán las pruebas de vuelo.
Octobot, una prueba de concepto de robot autónomo de cuerpo blando de 2016 que contiene un circuito lógico de microfluidos, ha sido desarrollada por investigadores del Wyss Institute for Biologically Inspired Engineering de la Universidad de Harvard.